# Manuel Iglesias Corral
Manuel Iglesias Corral (La Coruña, 1 de enero de 1901 - id., 8 de septiembre de 1989) fue un político, fiscal, empresario y abogado de Galicia, España.
Tras viajar a Cuba durante unos años, estudió Derecho en la Universidad de Valladolid y se licenció en la de Santiago de Compostela. Durante la Segunda República Española era miembro de la Organización Republicana Galega Autónoma (ORGA), con la que fue elegido concejal, y luego alcalde de La Coruña, tras las elecciones municipales de 1931. Después fue diputado a Cortes en las elecciones generales de 1933. En este período democrático republicano, y como jurista, fue fiscal general de la República Española, fiscal jefe del Tribunal Supremo y del Tribunal de Garantías Constitucionales.
Al estallar la Guerra Civil y ocupada Galicia por el ejército sublevado, trató de ser abogado defensor de varios acusados en los consejos de guerra sumarísimos, pero distintas amenazas y registros en su domicilio le hicieron desistir. Al finalizar el conflicto el Tribunal de Responsabilidades Políticas le impuso una fuerte multa, si bien pudo evitar otras represalias mayores gracias a su amistad con un militar del servicio jurídico.
Pudo dedicarse a la actividad privada, prestando sus servicios como abogado en la Cámara Oficial de Comercio, Industria y Navegación de La Coruña. Dentro de la actividad empresarial, fue Secretario General de la Industria Ballenera Española, S. A, Presidente de Frigoríficos del Noroeste, S. A., consejero del Banco del Noroeste y Secretario del Consejo de Administración de La Voz de Galicia. Como jurista fue decano del Colegio de Abogados, presidente de la Academia Gallega de Jurisprudencia y Legislación, presidente de la Comisión del Consejo General de la Abogacía Española para la Unión de Abogados Hispanoamericanos y miembro de la Comisión General de Codificación, además de serlo de numerosas instituciones públicas del ámbito jurídico españolas, portuguesas y francesas.
Terminada la dictadura franquista, en las primeras elecciones democráticas de 1977 fue elegido senador por la circunscripción electoral de La Coruña dentro de la Candidatura Democrática Gallega, intregrándose después en el Grupo Parlamentario de Unión de Centro Democrático (UCD). Repitió escaño como senador en las elecciones de 1979, en esta ocasión por UCD. Con la desintegración del partido centrista en 1982, se integró en Alianza Popular, formación con la que fue elegido diputado en las elecciones al Parlamento de Galicia de 1981 y y 1985. Tras las elecciones generales de 1986, fue designado senador por la Comunidad Autónoma, cargo que ocupó hasta su muerte.